# Kostolná Ves
Kostolná Ves (allemand : Kostolnadorf, hongrois : Kisegyházas) est un village de Slovaquie situé dans la région de Trenčín.

## Histoire
La première mention écrite du village date de 1332.

## Démographie

### Évolution de la population
| Année:               | 1994. | 2004.   | 2014.   | 2024.    |
| -------------------- | ----- | ------- | ------- | -------- |
| Nombre de personnes: | 459   | 467     | 445     | 499      |
| Différence:          |       | +1,74 % | -4,71 % | +12,13 % |

| Année:               | 2023. | 2024.   |
| -------------------- | ----- | ------- |
| Nombre de personnes: | 507   | 499     |
| Différence:          |       | -1,57 % |